# Борджалло
Борджалло (італ. Borgiallo, п'єм. Borgial) — муніципалітет в Італії, у регіоні П'ємонт,  метрополійне місто Турин.
Борджалло розташоване на відстані близько 560 км на північний захід від Рима, 39 км на північ від Турина.
Населення — 567 осіб (2014).
Покровитель — святий Миколайo.

## Демографія
Населення за роками:

Станом на 1 січня 2023 року в муніципалітеті офіційно проживало 76 іноземців з 18 країн, серед них 25 громадян країн Євросоюзу та 3 громадяни України.

## Сусідні муніципалітети
- Кастелламонте
- Кастельнуово-Нігра
- К'єзануова
- Коллеретто-Кастельнуово
- Куорньє
- Фрассінетто